# Tramvajová smyčka Levského

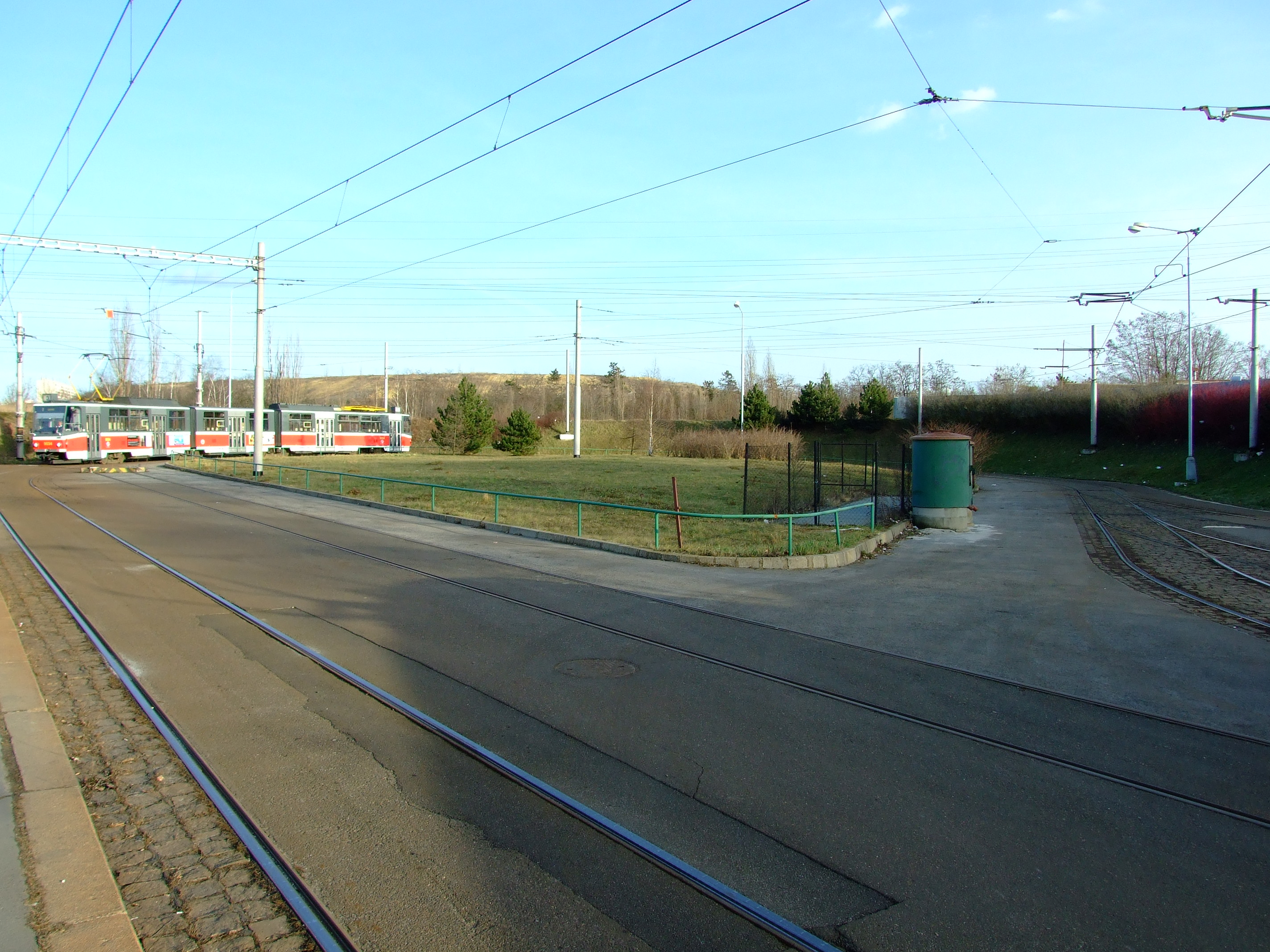
Tramvajová smyčka Levského (2008)

Tramvajová smyčka Levského je tramvajová smyčka v Praze v Modřanech.

## Popis
Smyčka Levského ukončuje tramvajovou trať Palackého náměstí – Sídliště Modřany, jejíž poslední úsek od Nádraží Braník byl zprovozněn v roce 1995. Smyčka je jednokolejná, pouze před vjezdem se nachází krátký tříkolejný úsek (průběžná kolej navazující trati na Libuš a dvě koleje pro odstavování čekajících vozů). Příchozí dvojkolejná trať do smyčky vede po vlastním tělese podél ulice Generála Šišky. Smyčka nemá výstupní zastávku, cestující musí při vystupování použít předchozí zastávku Sídliště Modřany. Nachází se zde pouze nástupní zastávka směrem do centra, která je společná s tratí z Libuše.
Do roku 2023, kdy byla zprovozněna navazující tramvajová trať směrem na Libuš, vedla z nejvnitřnější koleje tříkolejného úseku krátká odstavná kolej podél odjezdové koleje, která byla od počátku zamýšlena jako zárodek pokračování tratě, jejíž dokončení bylo původně plánováno na rok 1996. Na tuto kolej v roce 2023 navázalo pokračování směr Libuš.
V roce 2020 jezdila do smyčky Levského linka č. 17 z Kobylis, č. 3 z Březiněveské a č. 21 z Radlické sem byly vedeny pouze ve špičkách pracovních dnů, v noci sem zajížděla linka č. 92.